# Lillian Tibatemwa-Ekirikubinza
Lillian Tibatemwa-Ekirikubinza (* 1961 im Distrikt Iganga als Lillian Tibatemwa) ist eine ugandische Juristin. Sie ist Richterin am Supreme Court of Uganda und Hochschullehrerin an der Makerere-Universität.

## Leben und Wirken
Tibatemwa-Ekirikubinza studierte Rechtswissenschaften an der Makerere-Universität, wo sie den Bachelor of Laws erwarb. An der University of Bristol erwarb sie den Titel Master of Laws. Von der Universität Kopenhagen wurde sie 1995 zur Dr. iur. promoviert. Damit war sie die erste ugandische Frau, die einen rechtswissenschaftlichen Doktorgrad erlangen konnte. Nach ihrer Rückkehr nach Uganda widmete sie sich ihrer akademischen Karriere und wurde an der Makerere-Universität zunächst Dozentin, später außerplanmäßige und zuletzt ordentliche Professorin für Strafrecht. 2009 fungierte sie für ein halbes Jahr als Vizekanzlerin der Universität. Auch in dieser Funktion war sie die erste Frau, wie sie auch die erste weibliche ordentliche Jura-Professorin Ostafrikas war. 2013 wurde sie an das ugandische Berufungsgericht berufen, wo sie bis 2015 tätig war. Seit 2015 ist sie Richterin am Supreme Court of Uganda. In dieser Funktion war sie unter anderem mit der Entscheidung über eine Petition befasst, mit der die Präsidentschafts- und Parlamentswahlen 2016 annulliert werden sollten. 2019 wurde sie zusätzlich an den Appellationsgerichtshof der Seychellen berufen.
In ihrer Forschung und Publikationstätigkeit widmet sie sich fast ausschließlich dem Strafrecht und hier insbesondere dem Opferschutz und den Frauen- und Menschenrechten. Ihre Publikationen konzentrieren sich vor allem auf den Bereich der Gewalt- und Sexualverbrechen zum Nachteil von Frauen. Dabei setzt sie sich auch für den besseren Zugang afrikanischer Frauen zu Bildung ein.
Tibatemwa-Ekirikubinza ist verheiratet und Mutter von drei Söhnen.